# Rio Narva
O Narva ou Narova (estoniano: Narva jõgi; russo: Нарва) é um rio que nasce no Lago Peipus e segue pela fronteira da Estônia e da Rússia. Ele atravessa as cidades de Narva/Ivangorod e Narva-Jõesuu em direção à Baía de Narva, uma parte do Golfo da Finlândia no mar Báltico.
A Represa de Narva, um grande lago artificial (191 km²), foi formada pelo rio em 1956. O comprimento do rio é de 75 km, largura média de 300 metros e profundidade de 5 metros. Seu maior afluente é o rio Plyussa. A bacia hidrográfica do rio Narva atinge os territórios da Rússia (53.20%), da Estônia (34.09%), da Letônia (11.13%) e da Bielorrússia (1.57%).
O rio empresta ainda o seu nome à cultura Narva e à cidade de Narva.

## Afluentes

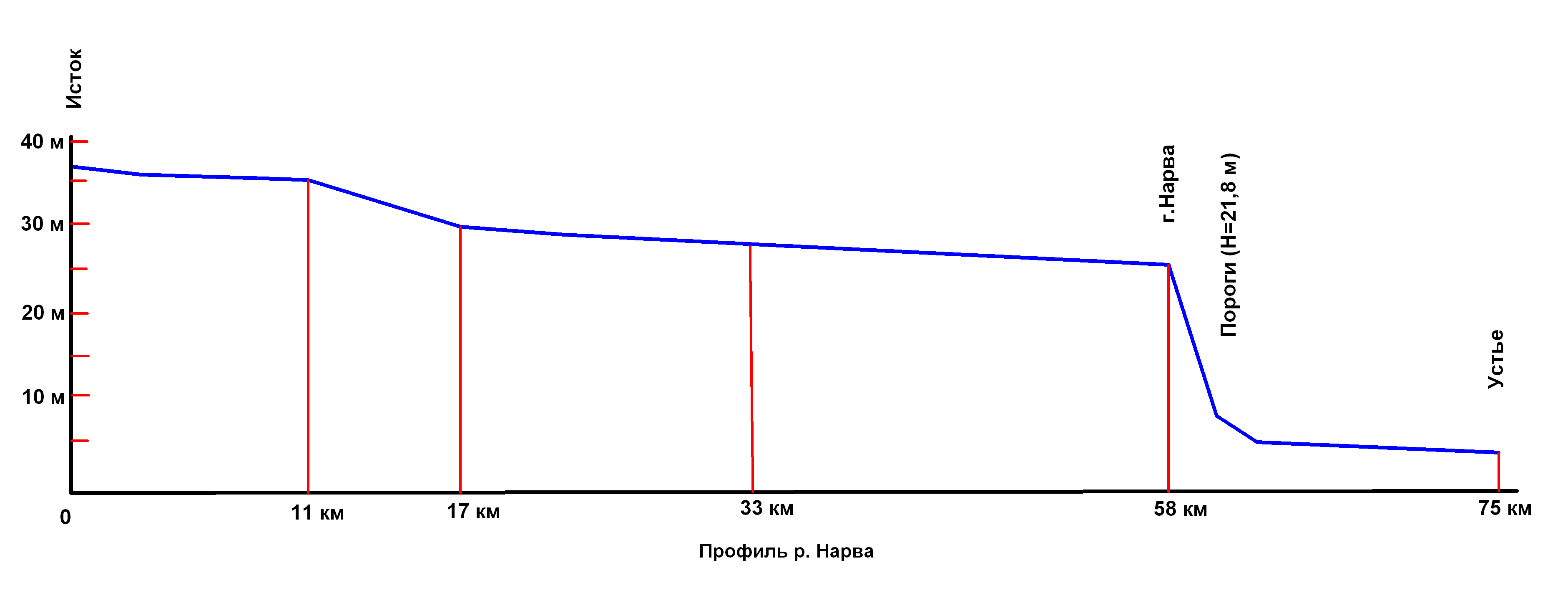
Perfil do rio Narva.

Margem direita:
 Vtroja, Tserjomuhha, Zaseka, Plyussa, Petäjoki, Rosson
Margem esquerda:
 Jaama, Karoli, Tsiretoki, Permisküla, Gorodenka, Poruni, Mustajõgi, Kulgu, Tõrvajõgi, Kudruküla